# ريو رويز
ريو رويز (بالإنجليزية: Rio Ruiz)‏ هو لاعب كرة قاعدة أمريكي، ولد في 22 مايو 1994 في كوفينا في الولايات المتحدة.

## وصلات خارجية
- ريو رويز على موقع دوري كرة القاعدة الرئيسي (الإنجليزية)
- ريو رويز على موقع دوري كوريا الجنوبية لكرة القاعدة (الإنجليزية)
- ريو رويز على موقعبيزبول رفرنس.كوم (الدوري الرئيسي) (الإنجليزية)
- ريو رويز على موقعبيزبول رفرنس.كوم (الدوري الثانوي) (الإنجليزية)
- ريو رويز على موقع إي إس بي إن.كوم (أم.أل.بي) (الإنجليزية)
- ريو رويز على موقع مشجعي الرسوم البيانية (الإنجليزية)